# Apatura sheljuzkoi
Apatura sheljuzkoi är en fjärilsart som beskrevs av Turati 1914. Apatura sheljuzkoi ingår i släktet Apatura och familjen praktfjärilar. Inga underarter finns listade i Catalogue of Life.